# Сади мома
„Сади мома“ е известна българска народна песен в неравноделен такт 7/8 и свързан с нея народен танц.

## Песен
Придобива международна известност, след като Ричард Столман, заимствайки нейната мелодия, написва шеговитата „Песен за свободния софтуер“, която се превръща в своеобразен химн на движението за свободен софтуер.
Текстът се среща в различни варианти. Сред най-разпространените е следният текст (от Кюстендилско, обработен).
Сади мома бела лоза

винена, либе, винена, (2)

ден я сади, два се кае,

винена, либе, винена. (2)

Пораснала бела лоза

винена, либе, винена, (2)

напълнила девет бъчви

със вино, леле, със вино (2)

и десета бистра, люта

ракия, леле, ракия. (2)

Научил се млад солдатин

да пие, леле, да пие. (2)

Пил е два дни, пил е три дни,

неделя, леле, неделя, (2)

та си изпил врано конче

под себе, леле, под себе. (2)

## Танц
Има и български народен танц, традиционно свързван с песента и често също наричан „Сади мома“. Танцува се в кръг, като танцьорите се държат един друг с ръце, свити в лактите в т.нар. W-позиция.